# جون كلاس
جون كلاس (بالإنجليزية: John Klass)‏ هو منتج أسطوانات ومغني وملحن سنغافوري، ولد في 16 فبراير 1975.